# Фріц Кікгафер
Фріц Кікгафер (нім. Fritz Kieckhafer; 15 січня 1896, Берлін — 7 червня 1918) — німецький льотчик-ас, лейтенант Імперської армії.

## Біографія
Учасник Першої світової війни. З 11 червня по 30 серпня 1917 року служив у 32-й винищувальній ескадрильї, здобув одну перемогу, після чого переведений у 29-ту винищувальну ескадрилью. Був поранений у бою 4 листопада 1917 року о 15:20, пілотом Camel (N6276) флайт-сублейтенантом А. Бертом з 4-ї морської ескадрильї. Кікгафер повернувся у свою ескадрилью 1 травня 1918 року. У ході бою 4 травня, коли він здобув свою останню восьму перемогу, Кікгафер був поранений трасуючою кулею і помер від ран 7 червня в Гудекурі.

## Нагороди
- Фрэнкс Н., Бейли Ф., Гест Р. Германские асы Первой мировой войны 1914—1918. Статистика побед и поражений. Справочник (пер. с англ. А. Жукова). — М.: Эксмо, 2006. — 416 с.: ил. ISBN 5-699-14606-7 (рос.)